# Mario Mandžukić
Mario Mandžukić (kiejtve: [ˈmaːrio ˈmaːndʒukitɕ]; Bród, 1986. május 21. –) világbajnoki ezüstérmes horvát válogatott labdarúgó, csatár.

## Pályafutása

### Klubcsapatokban
Mandžukić Bródban született, Jugoszláviában. Labdarúgó pályafutását azonban Németországban a TSF Ditzingen csapatában kezdte. Később visszatért hazájába. 1997 és 2003 között az NK Marsoniaban játszott. A 2003/04-es idényben a város másik alakulatánál az NK Željezničar-nál is eltöltött egy szezont. Visszaigazolt a Marsoniaba, ahol szintén csak egy évig maradt. 2005 nyarán az NK Zagreb szerződtette. 2007-ben a Dinamo Zagrebhoz került, hogy pótolja a súlyos sérülést szenvedett Eduardo da Silvát. Első szezonjában 29 mérkőzésen 12 gólt és 11 gólpasszt jegyzett. A 2008–09-es bajnokságban megszerezte a gólkirályi címet 16 találattal.

### Vfl Wolfsburg
2010. július 14-én 8 millió € értékében aláírt a német VfL Wolfsburghoz.

### Bayern München
2012 nyarán a Bayern München bejelentette, hogy a csatár 13 millió euró ellenében érkezik, szerződése pedig 2016-ig él. A német rekordbajnoknál még a BL-döntőben is betalált, a 60. percben szerzett vezetést a csapatának.

### Atlético Madrid
2014-ben 4 éves szerződést kötött a spanyol Atlético Madriddal, bár alapembernek számított, de Diego Simeone nem volt megelégedve a teljesítményével, ezért egy szezon után távozásra kényszerült.

### Juventus
2015 júliusában az olasz bajnok Juventushoz szerződött, vételára a legtöbb forrás szerint 19 millió euróra volt tehető. 2015. augusztus 8-án egy fejes gólt szerzett a 69. percben a Lazio elleni 2015-ös olasz labdarúgó-szuperkupa döntőjén, amelyen a Torinóiak 2–0-ra győztek. A Serie A-ban 2015. augusztus 23-án debütált egy hazai Udinese elleni 0–1-es vereséggel záródó meccsen. A 2019–2020-as idényre Maurizio Sarrit nevezték ki a gárda élére, aminek következtében a horvát klasszis már csak kiegészítőszerephez jutott és egyetlen összecsapáson sem lépett pályára. Az együttes, csapattársával Emre Cannal egyetemben nem nevezte a 2019–2020-as UEFA-bajnokok ligája keretébe sem. Az olasz klubban összesen 118 bajnoki mérkőzésen 31 gólt szerzett.

### ed-Duhaíl
2019. december 24-én hivatalosan is bejelentették, hogy a katari élvonalban szereplő, egyben listavezető ed-Duhaíl SC-hez igazolt. A hírek szerint 2021-ig szóló megállapodást kötött az ázsiai csapattal. Debütálására 2020. január 4-én került sor a Katar SC ellen. Január 10-én gólt szerzett a katari kupában az esz-Szaílija ellen és a mérkőzésen végül 2–0-ra arattak győzelmet.
2020 júliusában felbontotta a szerződését.

### AC Milan
2021. január 19-én visszatért Olaszországba, ahol AC Milan csapatába igazolt. 9-es mezszámot választotta.Négy nappal később debütált a 70. percben, Samu Castillejo-t váltva az Atalanta BC elleni 0–3-s hazai összecsapáson.A Rossoneri-nél egy év alatt összesen 11 mérkőzést játszott, de gólt nem szerzett. A szezon után bejelentette visszavonulását.

## Válogatott
2005 és 2007 között az U21-es válogatottban összesen 7 mérkőzésen lépett pályára és 1 gólt szerzett. A felnőtt válogatottban 2007. november 17-én debütált egy barátságos mérkőzésen Macedónia ellen. Válogatott béli első gólját 2008. szeptember 10-én Anglia ellen szerezte egy 4–1-re elveszített mérkőzésen. 2018-ban bejelentette , befejezi válogatott pályafutását.
Az Európa-bajnoki keretszűkítést követően a szövetségi kapitány Slaven Bilić nevezte őt a 2012-es Eb-re készülő 23 fős keretébe. Legnagyobb sikere a válogatottal, hogy a 2018-as oroszországi világbajnokságon azzal a fináléig menetelt. Az elvesztett döntő után 2018-ban visszavonult a válogatottól.

## Statisztika

### Klubokban
2020. február 1-i állapot szerint.
| Klub             | Szezon           | Liga               | Liga  | Liga  | Kupa  | Kupa  | Nemzetközi | Nemzetközi | Egyéb | Egyéb | Összes | Összes |
| Klub             | Szezon           | Bajnokság          | Mérk. | Gólok | Mérk. | Gólok | Mérk.      | Gólok      | Mérk. | Gólok | Mérk.  | Gólok  |
| ---------------- | ---------------- | ------------------ | ----- | ----- | ----- | ----- | ---------- | ---------- | ----- | ----- | ------ | ------ |
| NK Zagreb        | 2005–06          | Prva HNL           | 28    | 3     | —     | —     | —          | —          | —     | —     | 28     | 3      |
| NK Zagreb        | 2006–07          | Prva HNL           | 23    | 11    | 4     | 3     | —          | —          | —     | —     | 27     | 14     |
| NK Zagreb        | 2007–08          | Prva HNL           | —     | —     | —     | —     | 2          | 0          | —     | —     | 2      | 0      |
| NK Zagreb        | Összesen         | Összesen           | 51    | 14    | 4     | 3     | 2          | 0          | —     | —     | 57     | 17     |
| Dinamo Zagreb    | 2007–08          | Prva HNL           | 29    | 12    | 8     | 5     | 10         | 3          | —     | —     | 47     | 20     |
| Dinamo Zagreb    | 2008–09          | Prva HNL           | 28    | 16    | 5     | 5     | 10         | 3          | —     | —     | 43     | 24     |
| Dinamo Zagreb    | 2009–10          | Prva HNL           | 24    | 14    | 3     | 0     | 10         | 3          | —     | —     | 37     | 17     |
| Dinamo Zagreb    | 2010–11          | Prva HNL           | —     | —     | —     | —     | 1          | 2          | —     | —     | 1      | 2      |
| Dinamo Zagreb    | Összesen         | Összesen           | 81    | 42    | 16    | 10    | 31         | 11         | —     | —     | 128    | 63     |
| Wolfsburg        | 2010–11          | Bundesliga         | 24    | 8     | 3     | 0     | —          | —          | —     | —     | 27     | 8      |
| Wolfsburg        | 2011–12          | Bundesliga         | 32    | 12    | 1     | 0     | —          | —          | —     | —     | 33     | 12     |
| Wolfsburg        | Összesen         | Összesen           | 56    | 20    | 4     | 0     | —          | —          | —     | —     | 60     | 20     |
| Bayern München   | 2012–13          | Bundesliga         | 24    | 15    | 5     | 3     | 10         | 3          | 1     | 1     | 40     | 22     |
| Bayern München   | 2013–14          | Bundesliga         | 30    | 18    | 4     | 4     | 10         | 3          | 4     | 1     | 48     | 26     |
| Bayern München   | Összesen         | Összesen           | 54    | 33    | 9     | 7     | 20         | 6          | 5     | 2     | 88     | 48     |
| Atlético Madrid  | 2014–15          | La Liga            | 28    | 12    | 3     | 2     | 10         | 5          | 2     | 1     | 43     | 20     |
| Atlético Madrid  | Összesen         | Összesen           | 28    | 12    | 3     | 2     | 10         | 5          | 2     | 1     | 43     | 20     |
| Juventus         | 2015–16          | Serie A            | 27    | 10    | 3     | 0     | 5          | 2          | 1     | 1     | 36     | 13     |
| Juventus         | 2016–17          | Serie A            | 34    | 7     | 4     | 1     | 11         | 3          | 1     | 0     | 50     | 11     |
| Juventus         | 2017–18          | Serie A            | 32    | 5     | 4     | 1     | 6          | 4          | 1     | 0     | 43     | 10     |
| Juventus         | 2018–19          | Serie A            | 25    | 9     | 0     | 0     | 8          | 1          | 0     | 0     | 33     | 10     |
| Juventus         | 2019–20          | Serie A            | 0     | 0     | 0     | 0     | 0          | 0          | 0     | 0     | 0      | 0      |
| Juventus         | Összesen         | Összesen           | 118   | 31    | 11    | 2     | 30         | 10         | 3     | 1     | 162    | 44     |
| ed-Duhaíl        | 2019–20          | Qatar Stars League | 5     | 0     | 1     | 0     | 2          | 1          | 2     | 1     | 10     | 2      |
| ed-Duhaíl        | Összesen         | Összesen           | 5     | 0     | 1     | 0     | 2          | 1          | 2     | 1     | 10     | 2      |
| Milan            | 2020–21          | Serie A            | 10    | 0     | 0     | 0     | 1          | 0          | —     | —     | 11     | 0      |
| Milan            | Összesen         | Összesen           | 10    | 0     | 0     | 0     | 1          | 0          | 0     | 0     | 11     | 0      |
| Karrier Összesen | Karrier Összesen | Karrier Összesen   | 426   | 166   | 48    | 24    | 96         | 33         | 12    | 5     | 582    | 228    |

### A válogatottban
| Horvátország | Horvátország    | Horvátország |
| Év           | Pályára lépések | Gól          |
| ------------ | --------------- | ------------ |
| 2007         | 1               | 0            |
| 2008         | 3               | 1            |
| 2009         | 6               | 0            |
| 2010         | 8               | 1            |
| 2011         | 8               | 3            |
| 2012         | 11              | 4            |
| 2013         | 10              | 4            |
| 2014         | 10              | 4            |
| 2015         | 6               | 3            |
| 2016         | 11              | 9            |
| 2017         | 7               | 1            |
| 2018         | 8               | 3            |
| Összesen     | 89              | 33           |

### Góljai a válogatottban
| #   | Dátum                | Helyszín                                                    | ellenfél       | Eredmény | Végeredmény | Sorozat                            |
| --- | -------------------- | ----------------------------------------------------------- | -------------- | -------- | ----------- | ---------------------------------- |
| 1.  | 2008. szeptember 10. | Maksimir Stadion, Zágráb, Horvátország                      | Anglia         | 1–3      | 1–4         | 2010-es világbajnokság-selejtező   |
| 2.  | 2010. október 12.    | Maksimir Stadion, Zágráb, Horvátország                      | Norvégia       | 1–1      | 2–1         | Barátságos                         |
| 3.  | 2011. június 3.      | Stadion Poljud, Split, Horvátország                         | Grúzia         | 1–1      | 2–1         | 2012-es Európa-bajnokság selejtező |
| 4.  | 2011. október 11.    | Kantrida Stadion, Fiume, Horvátország                       | Lettország     | 2–0      | 2–0         | 2012-es Európa-bajnokság selejtező |
| 5.  | 2011. november 11.   | Türk Telekom Arena, Isztambul, Törökország                  | Törökország    | 2–0      | 3–0         | 2012-es Európa-bajnokság selejtező |
| 6.  | 2012. június 10.     | Municipal Stadium, Poznań, Lengyelország                    | Írország       | 1–0      | 3–1         | 2012-es Európa-bajnokság           |
| 7.  | 2012. június 10.     | Municipal Stadium, Poznań, Lengyelország                    | Írország       | 3–1      | 3–1         | 2012-es Európa-bajnokság           |
| 8.  | 2012. június 14.     | Municipal Stadium, Poznań, Lengyelország                    | Olaszország    | 1–1      | 1–1         | 2012-es Európa-bajnokság           |
| 9.  | 2012. október 16.    | Stadion Gradski vrt, Eszék, Horvátország                    | Wales          | 1–0      | 2–0         | 2014-es világbajnokság-selejtező   |
| 10. | 2013. február 6.     | Craven Cottage, London, Anglia                              | Dél-Korea      | 1–0      | 4–0         | Barátságos mérkőzés                |
| 11. | 2013. március 22.    | Maksimir Stadion, Zágráb, Horvátország                      | Szerbia        | 1–0      | 2–0         | 2014-es világbajnokság-selejtező   |
| 12. | 2013. szeptember 6.  | Stadion Crvena Zvezda, Belgrád, Szerbia                     | Szerbia        | 1–0      | 1–1         | 2014-es világbajnokság-selejtező   |
| 13. | 2013. november 19.   | Maksimir Stadion, Zágráb, Horvátország                      | Izland         | 1–0      | 2–0         | 2014-es világbajnokság-selejtező   |
| 14. | 2014. június 18.     | Arena da Amazônia, Manaus, Brazília                         | Kamerun        | 3–0      | 4–0         | 2014-es világbajnokság             |
| 15. | 2014. június 18.     | Arena da Amazônia, Manaus, Brazília                         | Kamerun        | 4–0      | 4–0         | 2014-es világbajnokság             |
| 16. | 2014. szeptember 4.  | Stadion Aldo Drosina, Póla, Horvátország                    | Ciprus         | 1–0      | 2–0         | Barátságos                         |
| 17. | 2014. szeptember 4.  | Stadion Aldo Drosina, Póla, Horvátország                    | Ciprus         | 2–0      | 2–0         | Barátságos                         |
| 18. | 2015. június 7.      | Stadion Anđelko Herjavec, Varasd, Horvátország              | Gibraltár      | 3–0      | 4–0         | Barátságos                         |
| 19. | 2015. június 12.     | Gradski stadion u Poljudu, Split, Horvátország              | Olaszország    | 1–0      | 1–1         | 2016-os Európa-bajnokság-selejtező |
| 20. | 2015. november 17.   | Olimp-2, Rosztov, Oroszország                               | Oroszország    | 3–1      | 3–1         | Barátságos                         |
| 21. | 2016. március 26.    | Groupama Aréna, Budapest, Magyarország                      | Magyarország   | 1–0      | 1–1         | Barátságos                         |
| 22. | 2016. június 4.      | Rujevica Stadion, Fiume, Horvátország                       | San Marino     | 2–0      | 10–0        | Barátságos                         |
| 23. | 2016. június 4.      | Rujevica Stadion, Fiume, Horvátország                       | San Marino     | 4–0      | 10–0        | Barátságos                         |
| 24. | 2016. június 4.      | Rujevica Stadion, Fiume, Horvátország                       | San Marino     | 5–0      | 10–0        | Barátságos                         |
| 25. | 2016. október 6.     | Loro Boriçi Stadium, Shkodra, Albánia                       | Koszovó        | 1–0      | 6–0         | 2018-as világbajnokság-selejtező   |
| 26. | 2016. október 6.     | Loro Boriçi Stadium, Shkodra, Albánia                       | Koszovó        | 2–0      | 6–0         | 2018-as világbajnokság-selejtező   |
| 27. | 2016. október 6.     | Loro Boriçi Stadium, Shkodra, Albánia                       | Koszovó        | 3–0      | 6–0         | 2018-as világbajnokság-selejtező   |
| 28. | 2016. október 9.     | Tampere Stadion, Tampere, Finnország                        | Finnország     | 1–0      | 1–0         | 2018-as világbajnokság-selejtező   |
| 29. | 2016. november 15.   | Windsor Park, Belfast, Észak-Írország                       | Észak-Írország | 1–0      | 3–0         | Barátságos                         |
| 30. | 2017. október 6.     | Rujevica Stadion, Fiume, Horvátország                       | Finnország     | 1–0      | 1–1         | 2018-as világbajnokság-selejtező   |
| 31. | 2018. július 1.      | Nyizsnyij Novgorod Stadion, Nyizsnyij Novgorod, Oroszország | Dánia          | 1–1      | 1–1         | 2018-as világbajnokság             |
| 32. | 2018. július 11.     | Luzsnyiki Stadion, Moszkva, Oroszország                     | Anglia         | 2–1      | 2–1         | 2018-as világbajnokság             |
| 33. | 2018. július 15.     | Luzsnyiki Stadion, Moszkva, Oroszország                     | Franciaország  | 2–4      | 2–4         | 2018-as világbajnokság             |

## Sikerei, díjai
- Dinamo Zagreb
  - Horvát bajnok: 2007–08, 2008–09, 2009-10
  - Horvát kupa: 2007–08, 2008–09
- FC Bayern München
  - Német bajnok: 2012–13, 2013–14
  - Német kupa : 2012–13, 2013–14
  - Német szuperkupa : 2012
  - UEFA-bajnokok ligája: 2012–13
  - UEFA-szuperkupa: 2013
  - FIFA-klubvilágbajnokság: 2013
- Atlético Madrid
  - Spanyol szuperkupa: 2014
- Juventus
  - Serie A: 2015–16, 2016–17, 2017–18, 2018-19
  - Olasz kupa : 2015–16, 2016–17, 2017–18
  - Olasz szuperkupa : 2015, 2018

Egyéni
- A PRVA HNL gólkirálya: 2008–09
- A PRVA HNL legjobb játékosa: 2008–09